# Caulières
Caulières est une commune française située dans le département de la Somme en région Hauts-de-France.

## Géographie

### Localisation
Caulières est un village picard de l'Amiénois.
À vol d'oiseau, la localité est située à 7 km à l'ouest de Poix-de-Picardie, 10 km à l'est d'Aumale, 32 km au sud-ouest d'Amiens, 37 km au sud d'Abbeville et à 40 km au nord-ouest de Beauvais.
Le territoire de la commune est limitrophe de ceux de six communes.     Les communes limitrophes sont  Bettembos, Lamaronde, Lignières-Châtelain, Meigneux, Thieulloy-l'Abbaye et Éplessier.

### Hydrographie
La commune est traversée par la ligne de partage des eaux entre les bassins hydrographiques Artois-Picardie et Seine-Normandie. Elle n'est drainée par aucun cours d'eau.

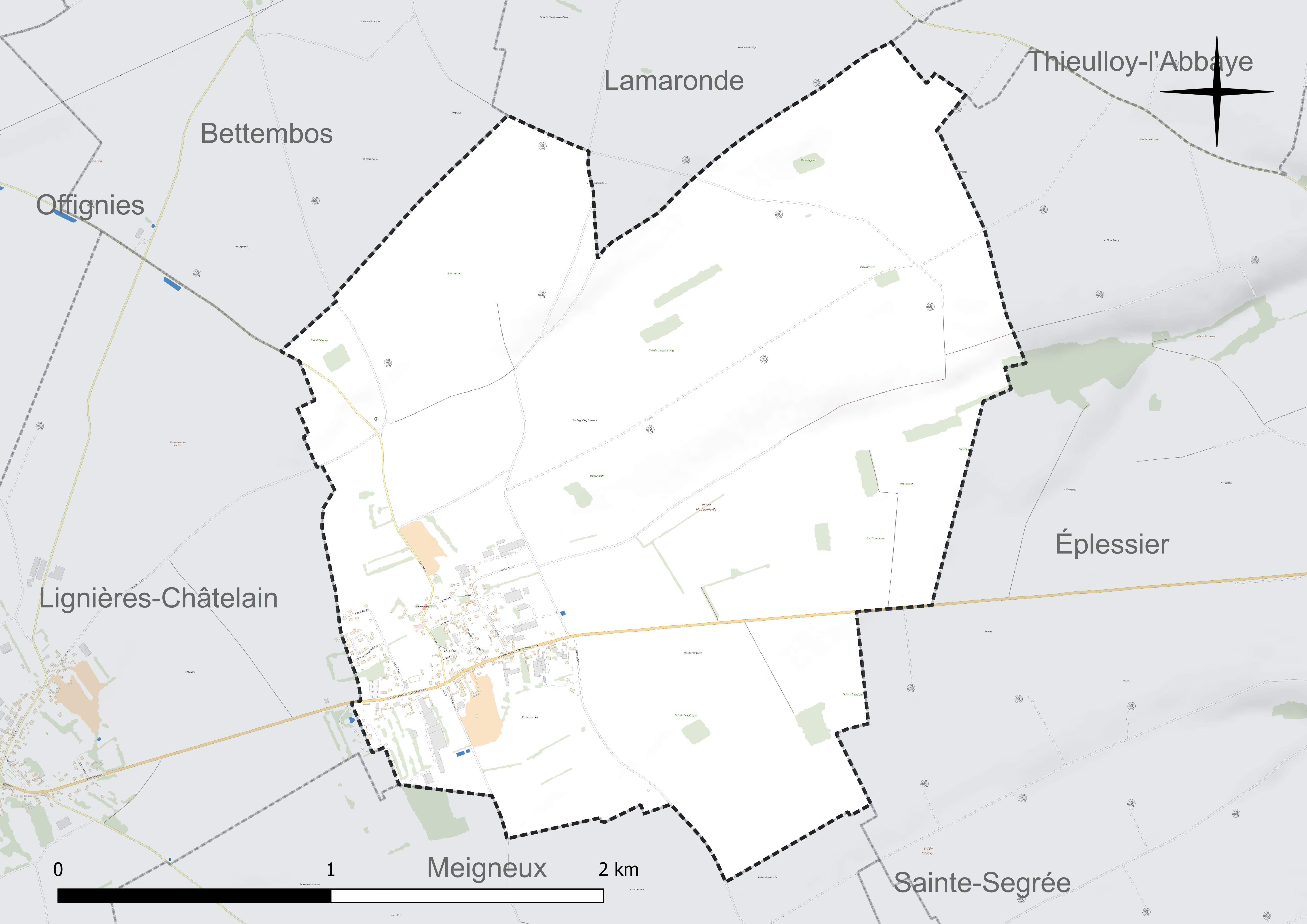
Réseau hydrographique de Caulières.

### Climat
Pour des articles plus généraux, voir Climat des Hauts-de-France et Climat de la Somme.
En 2010, le climat de la commune est de type climat océanique dégradé des plaines du Centre et du Nord, selon une étude du CNRS s'appuyant sur une série de données couvrant la période 1971-2000. En 2020, Météo-France publie une typologie des climats de la France métropolitaine dans laquelle la commune est exposée à un climat océanique et est dans la région climatique Côtes de la Manche orientale, caractérisée par un faible ensoleillement (1 550 h/an) ; forte humidité de l'air (plus de 20 h/jour avec humidité relative > 80 % en hiver), vents forts fréquents.
Pour la période 1971-2000, la température annuelle moyenne est de 9,7 °C, avec une amplitude thermique annuelle de 14,1 °C. Le cumul annuel moyen de précipitations est de 861 mm, avec 13 jours de précipitations en janvier et 8,8 jours en juillet. Pour la période 1991-2020, la température moyenne annuelle observée sur la station météorologique la plus proche, située sur la commune de Saint-Arnoult à 17 km à vol d'oiseau, est de 10,4 °C et le cumul annuel moyen de précipitations est de 797,2 mm,. Pour l'avenir, les paramètres climatiques de la commune estimés pour 2050 selon différents scénarios d'émission de gaz à effet de serre sont consultables sur un site dédié publié par Météo-France en novembre 2022.

## Urbanisme

### Typologie
Au 1er janvier 2024, Caulières est catégorisée commune rurale à habitat dispersé, selon la nouvelle grille communale de densité à sept niveaux définie par l'Insee en 2022.
Elle est située hors unité urbaine. Par ailleurs la commune fait partie de l'aire d'attraction d'Amiens, dont elle est une commune de la couronne,. Cette aire, qui regroupe 369 communes, est catégorisée dans les aires de 200 000 à moins de 700 000 habitants,.

### Occupation des sols
L'occupation des sols de la commune, telle qu'elle ressort de la base de données européenne d'occupation biophysique des sols Corine Land Cover (CLC), est marquée par l'importance des territoires agricoles (95,4 % en 2018), une proportion identique à celle de 1990 (95,4 %). La répartition détaillée en 2018 est la suivante : 
terres arables (81,3 %), prairies (13,2 %), zones urbanisées (4,6 %), zones agricoles hétérogènes (0,9 %). L'évolution de l'occupation des sols de la commune et de ses infrastructures peut être observée sur les différentes représentations cartographiques du territoire : la carte de Cassini (XVIIIe siècle), la carte d'état-major (1820-1866) et les cartes ou photos aériennes de l'IGN pour la période actuelle (1950 à aujourd'hui).

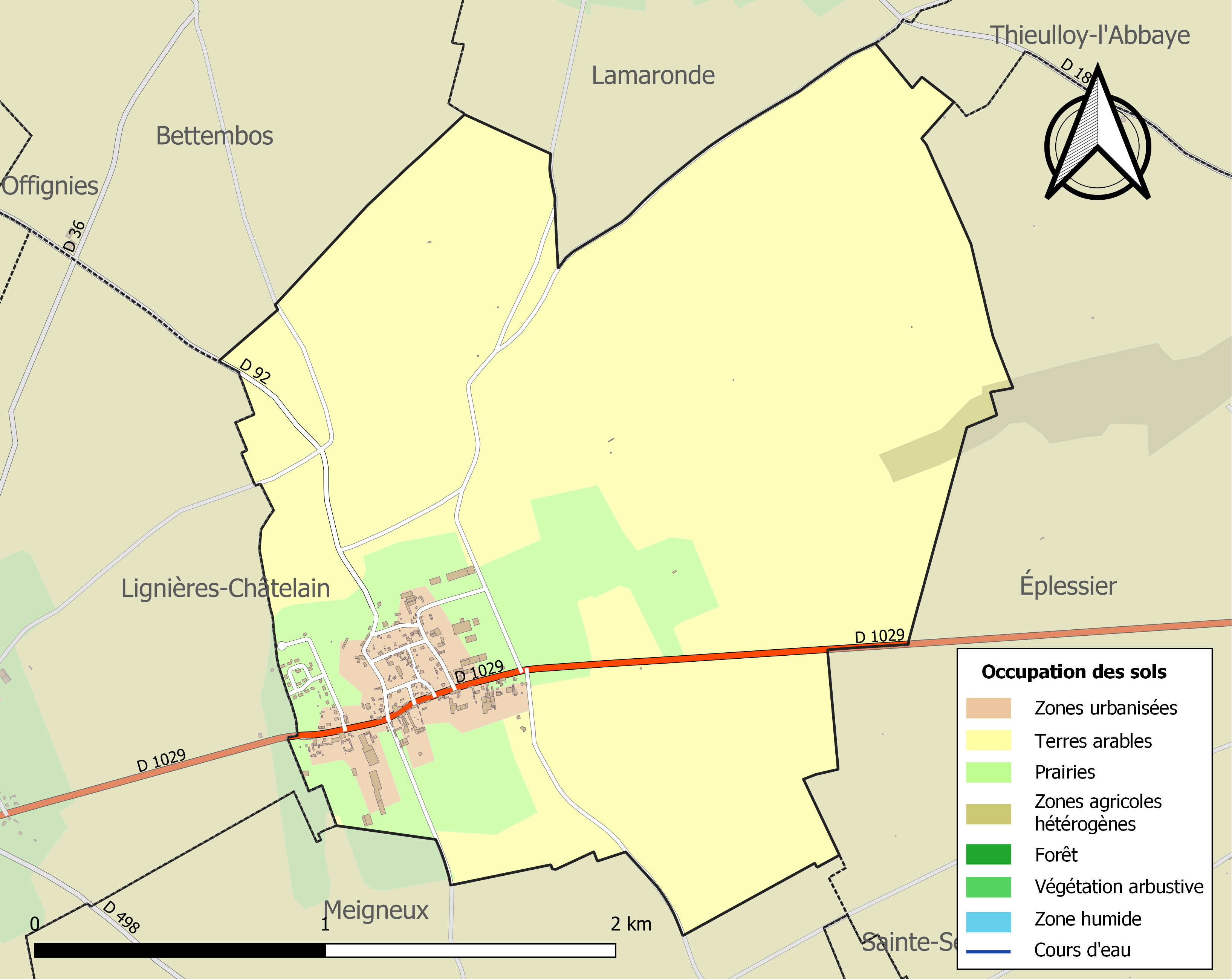
Carte des infrastructures et de l'occupation des sols de la commune en 2018 (CLC).

### Voies de communication et transports
Le village de Caulières est situé à l'intersection de la « route de Normandie », l'ex-RN 29 (actuelle D 1029) et de la route départementale 92.
En 2019, la localité est desservie par les lignes de bus du réseau Trans'80, chaque jour de la semaine, sauf le dimanche et les jours fériés.

## Toponymie
Le village était connu sous le nom de Cauetières en 1169, Caolier en 1197, Caoutières en 1260, Quenlier en 1270.
Du latin caulis (« chou »), *cauletum (« plantation de chou ») ; il serait alors apparenté à Cholet (Maine-et-Loire) et Caullery (Nord).
La commune, instituée par la Révolution française sous le nom de Caulière, a pris ultérieurement son S final et l'orthographe actuelle de Caulières.

## Histoire
En 1846, on a découvert entre Caulières.et Lamaronde, près du chemin flamand, un vase en terre noire contenant un grand nombre de médailles de bronze du Bas-Empire, à l'efligie de Postume et de Gallien.
Dès 1146, l'abbaye de Selincourt possédait la moitié de la dîme et les droits d'autel comprenant les oblations et des bénéfices
religieux divers. Une fraction inféodée[pas clair] était encore perçue par le seigneur en 1789. Au XIIe siècle, l'abbaye fonda sur le territoire de Caulières, une « cour », dite « cour de Saint-Nicolas de Caulières qui devint le village de Lamaronde.
La seigneurie de Caulières a appartenu à la famille de Caulières jusqu'à Charlotte de Caulières, mariée en 1580 avec Christophe de Riencourt, puis en 1598, avec Moïse des Forges, seigneur de Chateaufort. La famille des Forges de Caulières l'a conservée ensuite jusqu'à la Révolution française.
Une autre partie de la seigneurie appartenait au XVIe siècle à la famille de Bigant, dont les armoiries figuraient sur l'église.
La résidence seigneuriale de la famille des Forges se trouvait contre l'église. Elle apparaît encore sur le plan cadastral de 1835, mais n'existait déjà plus à la fin du XIXe siècle.

### Circonscriptions d'Ancien Régime
Le village relevait de la prévôté royale  de Beauvaisis à Grandvilliers, du bailliage d'Amiens, de l'élection d'Amiens, intendance de Picardie, grenier à sel de Grandvilliers, puis d'Aumale,
La paroisse Sainte-Marie-Madeleine etSaint-Saturnin dépendait du doyenné de Poix, archidiaconé et diocèse d'Amiens.
Le curé était nommé par l'abbé de Selincourt. La dîme était perçue par l'abbaye de Selincourt, le chapitre de la cathédrale d'Amiens et le curé.

### Seconde Guerre mondiale

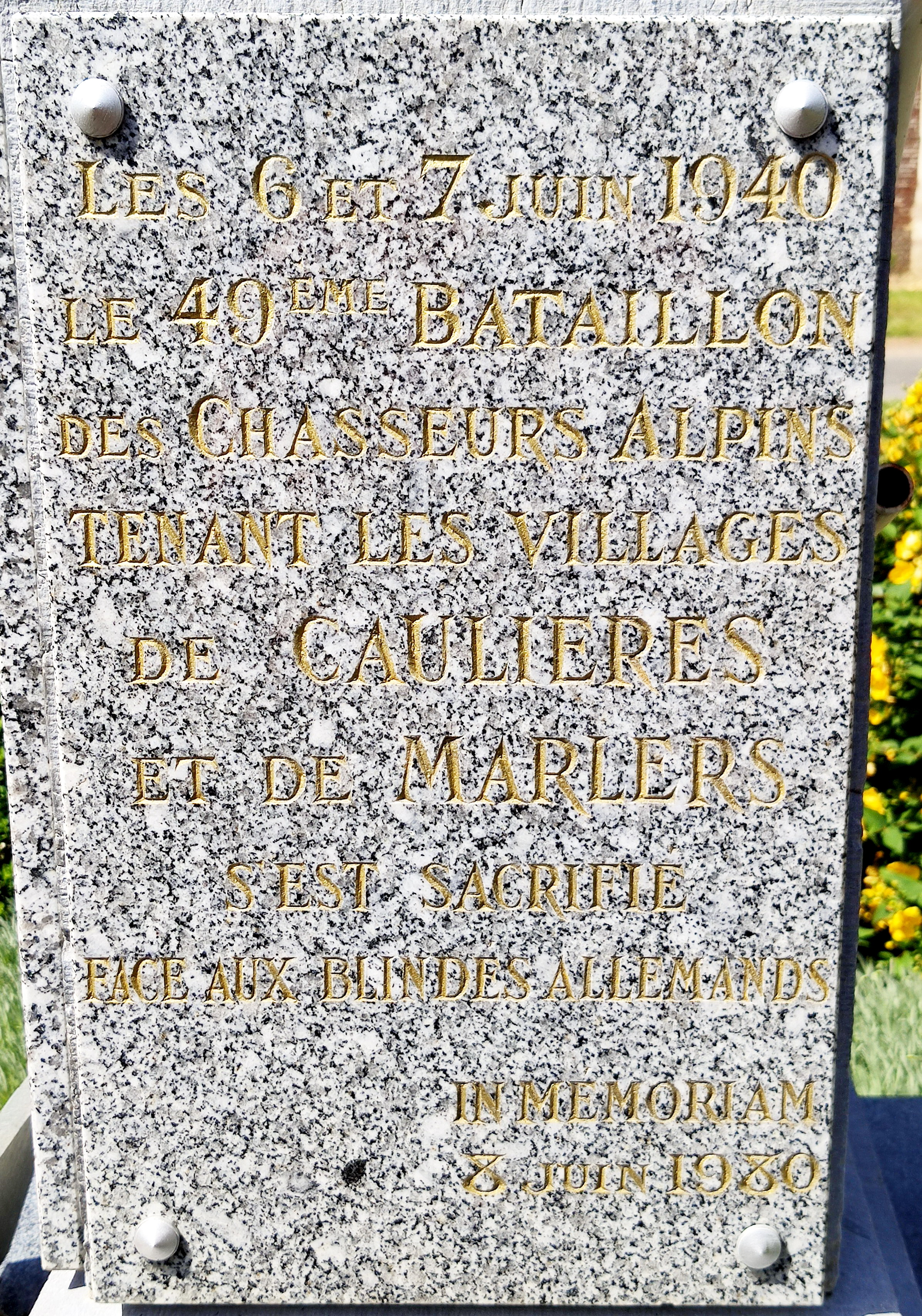
Plaque du monument aux morts érigée en 1980 et commémorant le sacrifice du 49E BCA lors de la bataille de France.

Lors de la bataille de France, les 6 et 7 juin 1940, pendant l'invasion allemande, le 49e Bataillon de Chasseurs Alpins (49e BCA) qui tenait les villages de Caulières et de Marlers s'est sacrifié pour tenter de s'opposer au passage des chars allemands. La rue principale du village porte le nom de « Rue du 49e BCA » en mémoire de ce sacrifice.

## Politique et administration

### Rattachements administratifs et électoraux
La commune se trouve dans l'arrondissement d'Amiens du département de la Somme. Pour l'élection des députés, elle fait partie depuis 2012 de la quatrième circonscription de la Somme.
Elle fait partie depuis 1801 du canton de Poix-de-Picardie. Dans le cadre du redécoupage cantonal de 2014 en France, ce canton, où la commune reste intégrée, est modifié et agrandi.

### Intercommunalité
La commune était membre de la communauté de communes du Sud-Ouest Amiénois (CCSOA), créée en 2004.
Dans le cadre des dispositions de la loi portant nouvelle organisation territoriale de la République du 7 août 2015, qui prévoit que les établissements publics de coopération intercommunale (EPCI) à fiscalité propre doivent avoir un minimum de 15 000 habitants, la préfète de la Somme propose en octobre 2015 un projet de nouveau schéma départemental de coopération intercommunale (SDCI) qui prévoit la réduction de 28 à 16 du nombre des intercommunalités à fiscalité propre du département.
Ce projet prévoit la « fusion des communautés de communes du Sud-Ouest Amiénois, du Contynois et de la région d'Oisemont », le nouvel ensemble de 37 412 habitants regroupant 120 communes,. À la suite de l'avis favorable de la commission départementale de coopération intercommunale en janvier 2016, la préfecture sollicite l'avis formel des conseils municipaux et communautaires concernés en vue de la mise en œuvre de la fusion.
La communauté de communes Somme Sud-Ouest (CC2SO), dont est désormais membre la commune, est ainsi créée au 1er janvier 2017.

### Liste des maires
| Période                                  | Période                       | Identité            | Étiquette | Qualité                                                                           |
| ---------------------------------------- | ----------------------------- | ------------------- | --------- | --------------------------------------------------------------------------------- |
| Les données manquantes sont à compléter. |                               |                     |           |                                                                                   |
| avant 1981                               | ?                             | Robert Herbet       |           |                                                                                   |
| mars 2001                                | 2014                          | Claudine Carpentier |           |                                                                                   |
| 2014                                     | En cours (au 13 juillet 2020) | Pierre Robitaille   |           | Vice-président de la CC Somme Sud-Ouest (2020 → ) Réélu pour le mandat 2020-2026, |

### Politique de développement durable
Un parc éolien a été implanté à Caulières. Les travaux ont débuté en 2017. Son extension est engagée fin 2017 par la mise en place d'un financement participatif.

## Population et société

### Démographie
L'évolution du nombre d'habitants est connue à travers les recensements de la population effectués dans la commune depuis 1793. Pour les communes de moins de 10 000 habitants, une enquête de recensement portant sur toute la population est réalisée tous les cinq ans, les populations de référence des années intermédiaires étant quant à elles estimées par interpolation ou extrapolation. Pour la commune, le premier recensement exhaustif entrant dans le cadre du nouveau dispositif a été réalisé en 2004.

En 2022, la commune comptait 218 habitants, en évolution de +9,55 % par rapport à 2016 (Somme : −1,26 %, France hors Mayotte : +2,11 %).
| 1793 | 1800 | 1806 | 1821 | 1831 | 1836 | 1841 | 1846 | 1851 |
| ---- | ---- | ---- | ---- | ---- | ---- | ---- | ---- | ---- |
| 325  | 304  | 325  | 334  | 292  | 304  | 286  | 291  | 302  |

| 1856 | 1861 | 1866 | 1872 | 1876 | 1881 | 1886 | 1891 | 1896 |
| ---- | ---- | ---- | ---- | ---- | ---- | ---- | ---- | ---- |
| 307  | 301  | 283  | 251  | 286  | 286  | 276  | 267  | 267  |

| 1901 | 1906 | 1911 | 1921 | 1926 | 1931 | 1936 | 1946 | 1954 |
| ---- | ---- | ---- | ---- | ---- | ---- | ---- | ---- | ---- |
| 257  | 247  | 237  | 197  | 194  | 201  | 192  | 141  | 188  |

| 1962 | 1968 | 1975 | 1982 | 1990 | 1999 | 2004 | 2006 | 2009 |
| ---- | ---- | ---- | ---- | ---- | ---- | ---- | ---- | ---- |
| 209  | 214  | 212  | 177  | 188  | 186  | 189  | 205  | 214  |

| 2014 | 2019 | 2022 | - | - | - | - | - | - |
| ---- | ---- | ---- | - | - | - | - | - | - |
| 202  | 219  | 218  | - | - | - | - | - | - |

## Économie
La principale entreprise de la commune est le fabricant de remorques agricoles Dangreville. La commercialisation est effectuée localement, nationalement et au niveau international (Allemagne, Belgique, Angleterre, Russie…).

## Culture locale et patrimoine

### Lieux et monuments
- Église Sainte-Marie-Madeleine-et-Saint-Saturnin[35],[36].

Le chœur a été construit en pierre au XVIe siècle, sur d'amples proportions. La nef, plus basse, a été reconstruite en 1766, en brique avec de rares insertions de pierre et de silex, en motifs décoratifs.
- Monument aux morts, dont l'emplacement a été modifié récemment. À l'origine au milieu du cimetière, il se trouve désormais sur la petite place, derrière l'église.

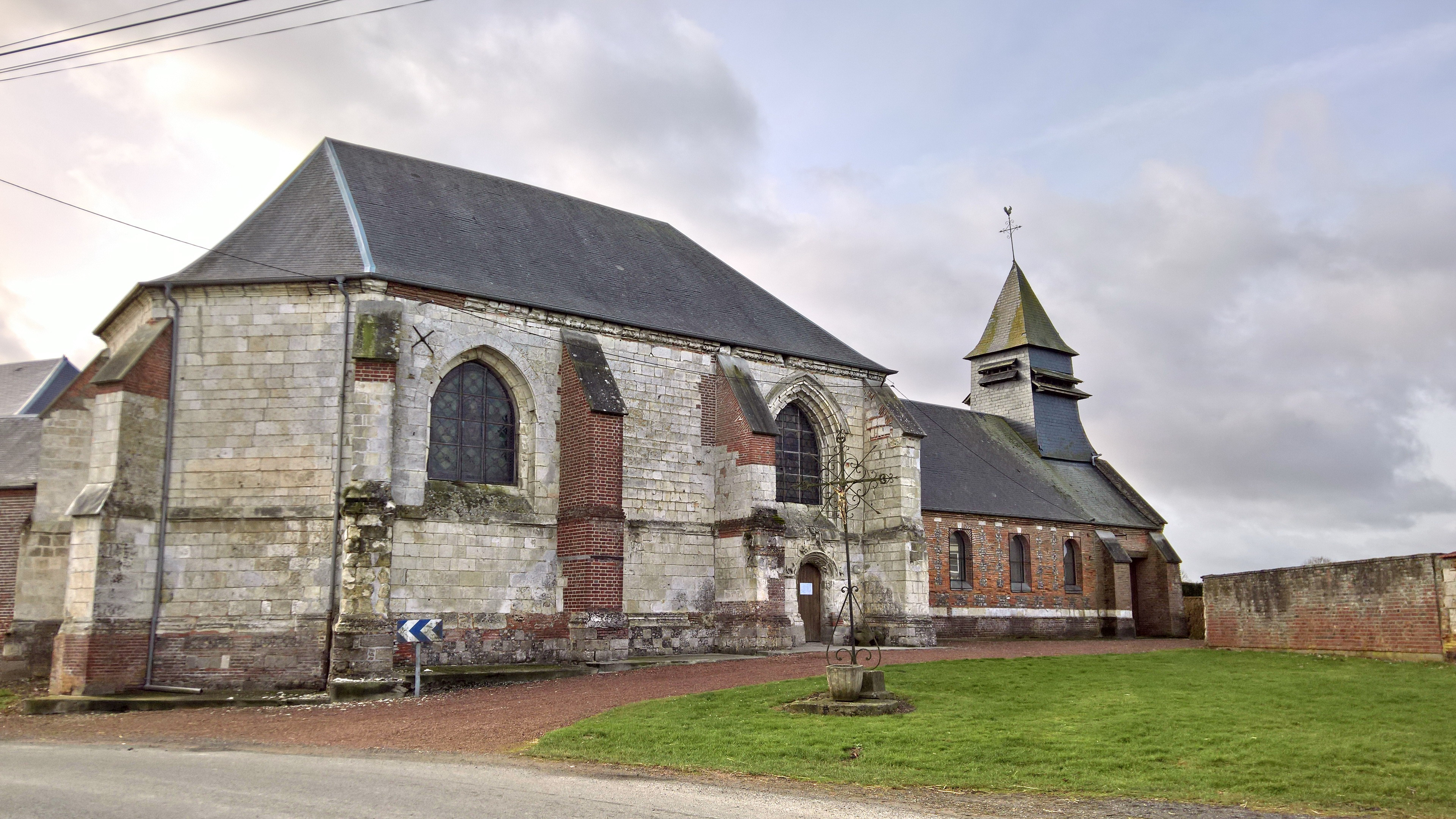
L'église et le calvaire.
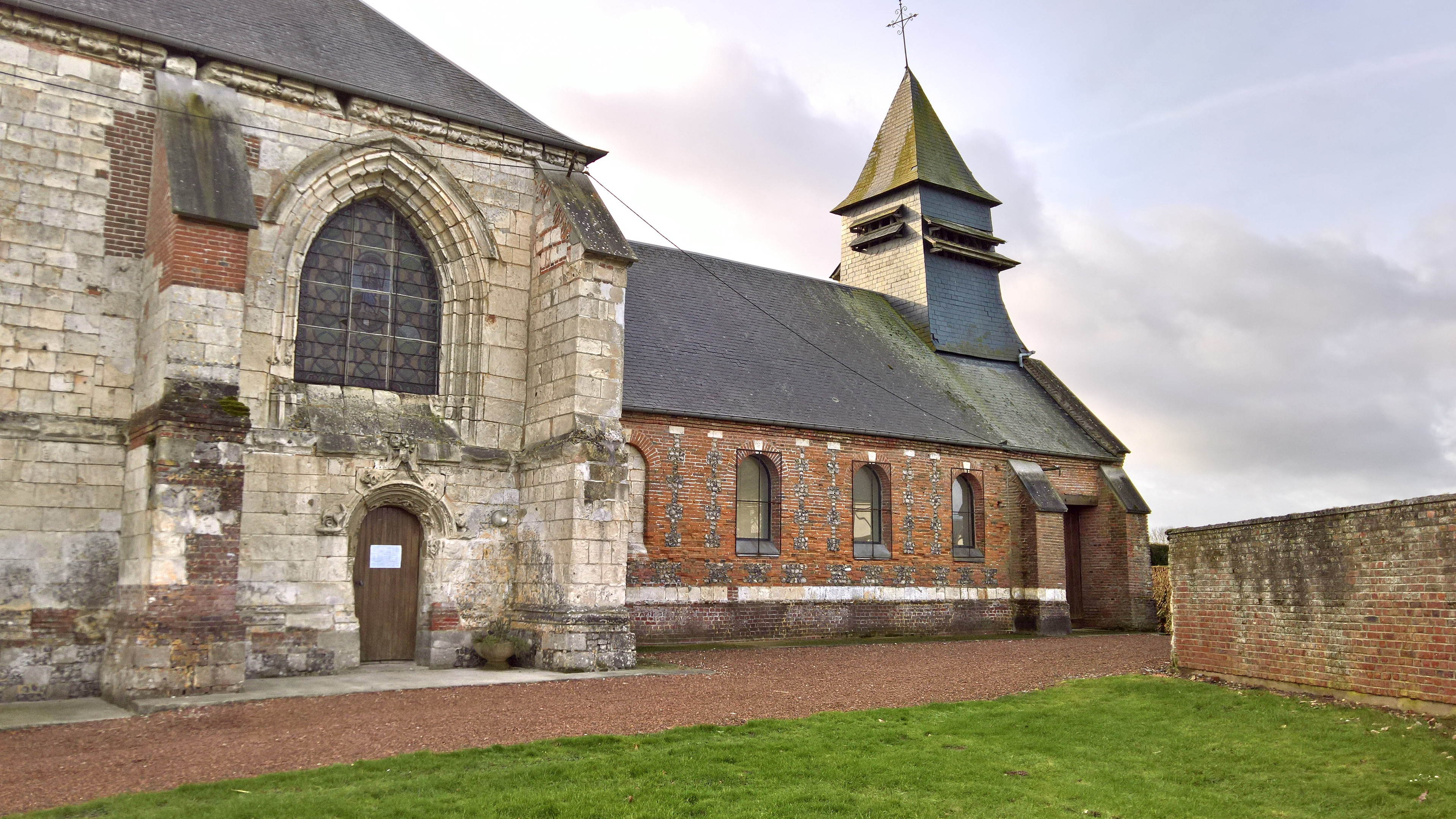
La nef est plus récente et plus basse que le chœur.
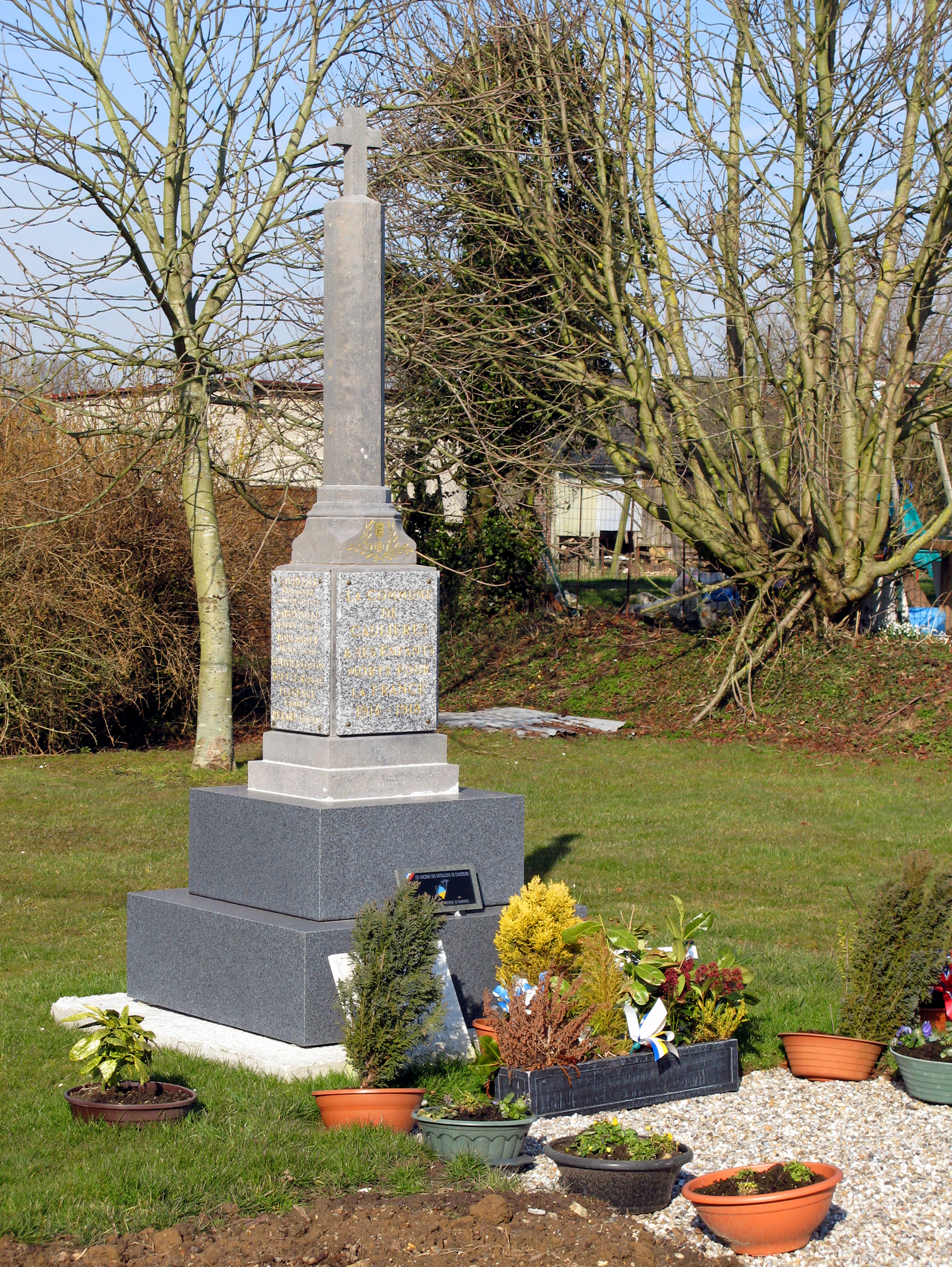
Le monument aux morts.
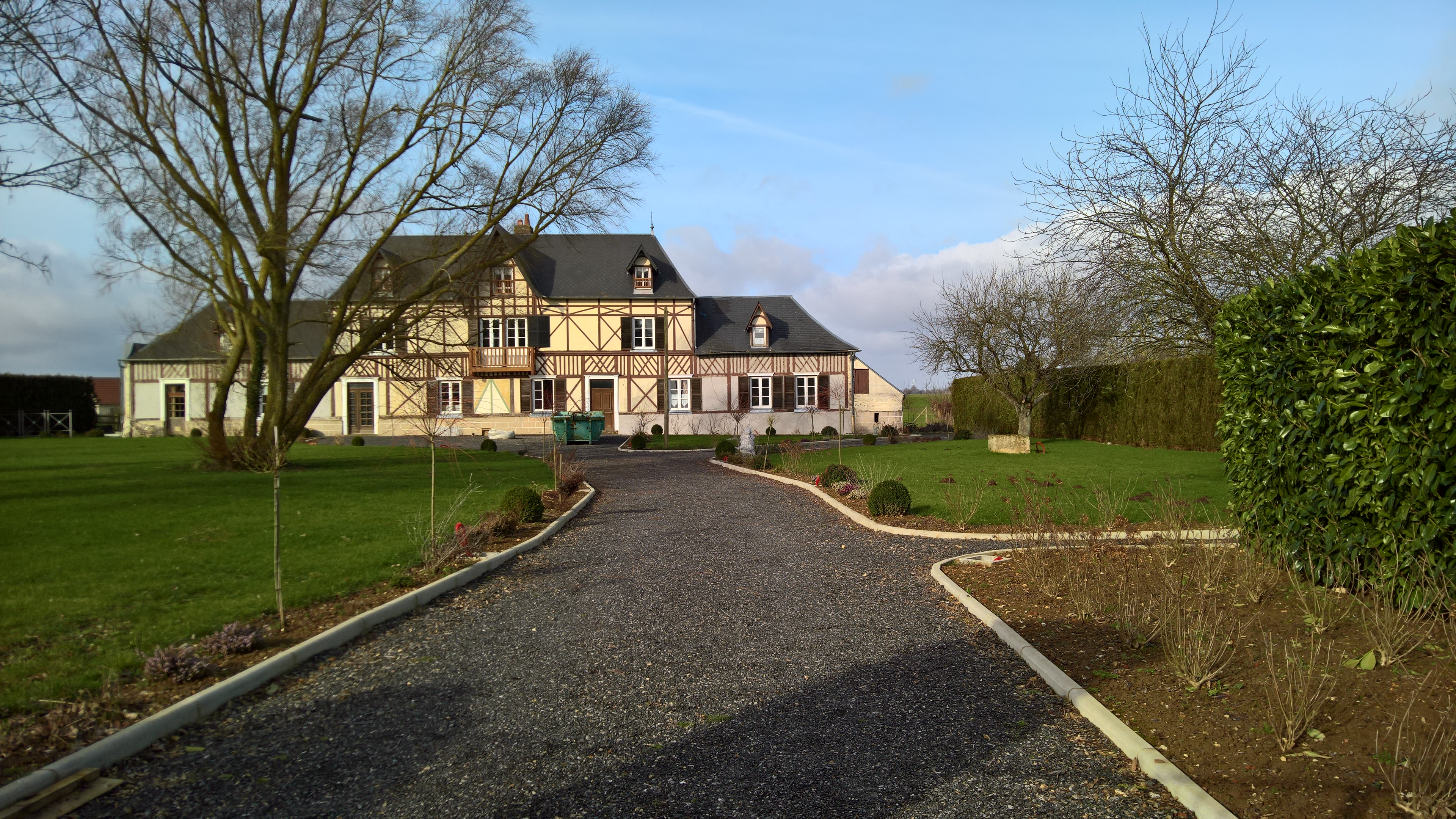
Maison de maître, derrière l'église.

### Héraldique
| Blason de Caulières | Blason  | D'argent à la bande de sable accompagnée de six merlettes du même ordonnées en orle. |
| Blason de Caulières | Détails | Armes de la famille de Caulières. Le statut officiel du blason reste à déterminer.   |